# Isabelle Aubret
Isabelle Aubret (Lille, 27 de julio de 1938) es una cantante francesa.

## Biografía
Aubret ganó el Festival de la Canción de Eurovisión en 1962 en representación de Francia y cantó "Un Premier Amour" (primer amor), con música compuesta por Claude-Henri Vic y letra de Roland Stephane Valade. En 1968, regresó al concurso, de nuevo en representación de Francia, terminando en tercer lugar, y cantando "La Source" (La Fuente), con música de Daniel Faure y letra de Henri Dijan y Guy Bonnet.
Aubret participó en la preselección francesa varios años. Su primer intento fue en 1961 con las canciones "Le gars de n'importe où". Consiguiendo el segundo lugar. Otro intento de Aubret fue en 1970 cuando junto con Daniel Bératta presentaron la canción "Olivier, Olivia". No fue tan exitoso su esfuerzo en 1976 con la canción "Je te connais déjà", que terminó sexta de las siete canciones en la segunda semifinal. El desafío definitivo de Aubret para Eurovisión fue en 1983 con la patriótica "France, France" que obtuvo el tercer puesto en la preselección.

## Curiosidad
Aubret ganó el Campeonato Nacional de Gimnasia de Francia en 1952.

## Discografía
- 1969: Isabelle Aubret
- 1981: Liberté
- 1984: Le monde chante
- 1987: Vague-à-l'homme
- 1989: 1989
- 1990: Vivre en flèche
- 1990: Allez allez la vie (álbum en vivo)
- 1991: In love
- 1992: Coups de cœur
- 1992: Isabelle Aubret chante Aragon
- 1993: Isabelle Aubret chante Ferrat
- 1993: C'est le bonheur
- 1995: Elle vous aime (compilación)
- 1995: Isabelle Aubret chante Brel
- 1997: Isabelle Aubret chante pour les petits et les grands
- 1997: Changer le monde
- 1999: Parisabelle
- 2001: Le paradis des musiciens
- 2001: Bobino 2001 (álbum en vivo)
- 2002 : Cosette et Jean Valjean
- 2005 : Les Indispensables
- 2006 : 2006
- 2009 : Ses plus belles chansons (compilación)